# بانو دوریان
بانو دوریان (کره‌ای: 아씨 두리안) یک مجموعه تلویزیونی کره جنوبی سال ۲۰۲۳ با بازی پارک جو می، چوی میونگ گیل، کیم مین جون، هان دا گام و جون نو مین است. این مجموعه از ۲۴ ژوئن تا ۱۳ اوت ۲۰۲۳ روزهای شنبه و یکشنبه ساعت ۲۱:۱۰ (کی‌اس‌تی) از تی‌وی چوسان برای ۱۶ قسمت پخش شد. این مجموعه همچنین برای استریم در کوپانگ پلی در کره جنوبی و در ویکی و ویو در مناطق منتخب قابل دسترسی است.